# Književnost u 1858.
◄◄ | ◄ | 1855. | 1856. | 1857. | 1858.  | 1859. | 1860. | 1861. | ► | ►►
Arhitektura • Astronomija • Biologija • Fotografija • Glazba • Kazalište • Kemija • Kiparstvo • Knjige • Književnost • Kršćanstvo • Meteorologija • Medicina • Planinarstvo • Politika • Pravo • Promet • Slikarstvo • Šport • Znanost • Željeznički promet
Književnost u 1858.

## Svijet

### Rođenja
- 20. studenog – Selma Lagerlöf, švedska književnica († 1940.)

## Hrvatska i u Hrvata

### Smrti
- 18. ožujka – Josip Kozarac, hrvatski prozaist († 1906.)

## Vanjske poveznice
|  | Zajednički poslužitelj ima još gradiva o temi Književnost u 1858. |